# Charley (rivière)
Pour les articles homonymes, voir Charley.
La rivière Charley est un cours d'eau de l'Alaska aux États-Unis, c'est un affluent du Yukon. Elle fait 88 milles (142 km) de long.
Ses rives sont bordées d'épinettes noires et d'épinettes blanches. La rivière est située à l'intérieur de la réserve nationale Charley et se trouve à la frontière entre la région de recensement de Southeast Fairbanks et la région de recensement de Yukon-Koyukuk.

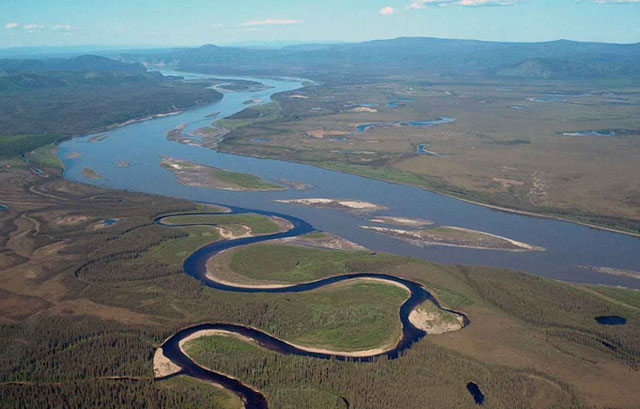
Méandres au confluent avec le Yukon